# Onthophagus wallacei
Onthophagus wallacei là một loài bọ cánh cứng trong họ Bọ hung (Scarabaeidae).